# 迪毅堂
25°00′26″N 121°27′27″E / 25.007288°N 121.457367°E
迪毅堂，又稱迪義堂，俗稱元帥廟，是位於臺灣新北市板橋區流芳里的英烈祠，由板橋林家在咸豐年間的泉漳械鬥後建立，祭祀戰死的武師、壯勇。

## 沿革

### 清治時期
咸豐三年（1853年），漳州裔的林本源家族為壯大漳州人勢力，遷至板橋，以抗泉州人。林國芳建立板橋城垣，城門皆派林家壯勇十餘名駐守。咸豐九年（1859年），泉漳械鬥再度爆發，枋寮街、瓦磘溝、港仔嘴、加臘仔皆陷於兵燹，各地泉州人大舉進攻板橋，林國芳帶領壯勇防禦，新店溪而下火光燭天，哭聲遍野；次年北台灣械鬥再起，漳州人大破新莊、西盛，焰禍延及大坪頂、桃仔園等地。戰亂結束後，板橋林家為死傷的武師、壯勇建祠慰靈，名為「迪毅堂」，又作「迪義堂」，俗稱「元帥廟」。
咸豐九年是該地最後一次大規模械鬥，板橋林家花很多功夫化解漳泉恩怨，包括興建大觀義學等，漳泉械鬥才停止。
建造年份有兩種說法，淀川喜代治《板橋街誌》與盛清祈《板橋市志》認為是同治十二年（1873年），是林維源追慕徐才等家將而建；王國璠在《板橋林氏家傳》則認為是咸豐九年林國芳親率兵丁大戰泉州人後，翌年，也就是咸豐十年（1860年）所建。
廟初建時，廟內無神像，僅有大木主一面，上書一干將勇姓名，有徐才、劉贊等十三位。壁上聯：「義魄強魂有所歸，乃免為厲；禦災捍患念其力，用妥厥靈。」
在同治時期，與慈惠宮、接雲寺、大眾廟列為板橋四大古廟。

### 日治時期
1926年，前清特授台東都墾府劉嘉輝倡議重建，土地與經費由板橋林家提供。東西築護龍、建有廂房數間。此時才刻有徐才神像與左右侍僮。題聯寫：「迪毅冠全軍，當斯時披堅踏銳；義憤摧勁敵，受其賜報德酬勳。」 
劉嘉輝倡修後，擴大廟埕，成三合院形式。曾做為流浪漢的救濟所，供給衣食、收屍贈棺的經費由板橋林家所出。

### 戰後時期
林家捐出板橋四大古廟，由歷任板橋鎮長兼任廟方管理人。其後，板橋工商輻輳，大闢道路，此祠廟埕被徵收改建館前地下道，空間喪失，加速沒落，門前冷清。1971年，行政院下令地方首長不得兼任寺廟管理員，該祠管理人改由仕紳推派，其後成立管理委員會。
廟宇藏於房舍間，鄰近府中站的精華地段，雖坐落於商業中心，但已年久失修，兩旁護龍也被蓋違建。屋頂或牆壁皆嚴重斑駁、破損，匾額字跡也模糊難認，屋頂樑柱幾乎損壞，蜘蛛網遍布。本來還滲水嚴重，後來蓋鐵皮屋頂遮蔽。
自1971年起總持接雲寺、迪毅堂、大眾廟主任委員的朱茂陽透露，委員會曾計畫與商人合作拆毀祠堂興建商業綜合大樓，以頂樓為神殿，其次為展覽館，再次層為圖書館，其餘為出租供商業經營，但礙於法令規定，經費短缺，只好任其荒廢。
2013年12月，新北市文化局公告，經市府召開古蹟歷史建築聚落及文化景觀審議委員會，認現存重要史蹟，代表客家人受僱參與漳泉械鬥案例，深具歷史價值，列為新北市文化資產。枋橋文化協會監事莊文毅長期致力推動迪毅堂列入古蹟保護，盼文化單位能妥善復舊。
2015年2月由文化部核定補助經費，8月辦理修復或再利用的調查研究案招標，兩次流標後於2015年10月決標，預計2016年10月完成，再爭取中央補助修繕經費。該年迪毅堂信徒大會表示願捐贈給新北市政府。

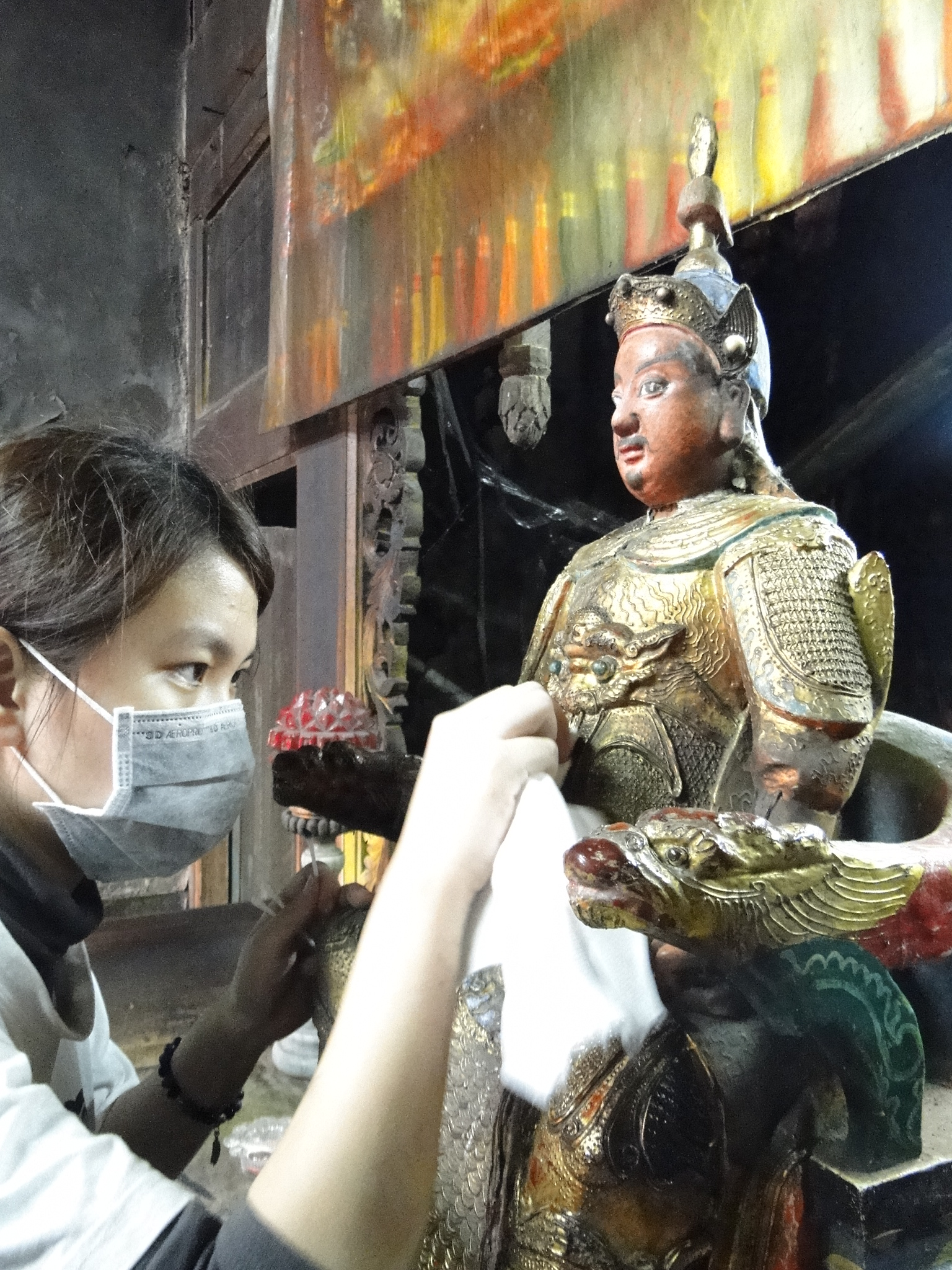
學生擦拭神像

2016年，新北市議員何博文批評市府未積極修復迪毅堂。文化局主任秘書紀淑娟解釋待完成調查程序後，將儘速修繕。該祠管理委員高竣中表示，迪毅堂是板橋共同記憶與祭祀圈，管委會沒有能力修復，盼捐給政府後能永續保存。台灣藝術大學古蹟藝術修復學系系主任劉淑音表示，迪毅堂見證板橋開拓史，具歷史意義，但所在地潮濕、不見光，部分建築構件有蛀蝕現象，有傾倒之虞，保存修復一定要快。

## 祭祀

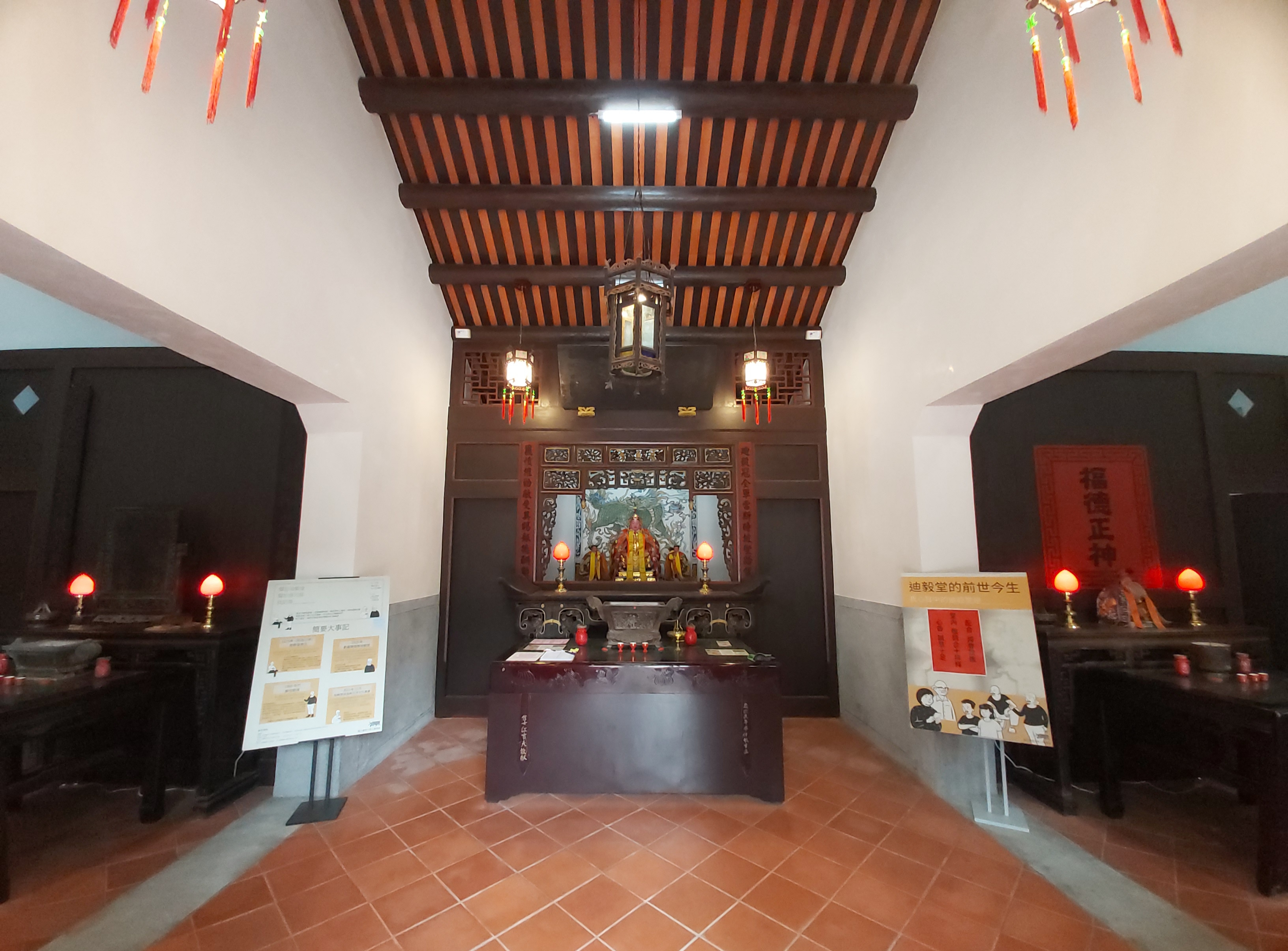
迪毅堂神尊

此廟屬於厲祠，以農歷七月廿六為普渡日，昔日祭典隆盛，遠從中和、土城等地挑牲禮前來者大有人在。主神被稱為「徐元帥」，原名徐才，或作徐財，漳州龍溪人，武師，早年追隨林本源家族來臺，擔任武師們的總教頭。徐才並無後代，對於他的死因有不同說法。一說咸豐九年的戰役中，徐才在夜晚率領兵眾渡大漢溪，遭新莊的泉州人用槍狙擊射死。另一說，林家幼孫被土城人綁架，徐才為救少主殉職而亡。還有一說是與平埔原住民雷朗族擺接社交戰時，領軍抵抗而罹難。
也有人認為他有客家血統。
至於劉贊，為副教頭，子孫住於板橋後埔，二代劉成生為當地著名的草藥醫師（青草仙），三代劉永樂曾任鎮民代表，四代子媳張麗華任華興里里長。其餘十一人，姓名漫漶無法辨識，事蹟也不可考。其後凡男性死亡無後者多入此祠，曾尚立有許多小型牌位。

## 戲劇
2015年報導，客家布袋戲劇團山宛然，近期推出取材自客籍武師徐才事蹟的兒童劇《忠義武傅徐元帥》，融合林本源園邸地景意象，以客家的唱唸與身段呈現客家山歌九腔十八調的特性。